# Frank E. Petersen
Frank E. Petersen Jr. (USMC) (Topeka, Kansas, 2 de março de 1932 - Stevensville, Maryland, 25 de agosto de 2015) é um tenente-general aposentado do corpo de fuzileiros navais estadunidenses. Ele foi o primeiro aviador afro-americano do corpo de fuzileiros dos Estados Unidos e também o seu primeiro general afro-americano.
Petersen aposentou-se em 1988 depois de 38 anos de serviço. Na data de sua aposentadoria, o aviador tinha uma posição sênior no Corpo de Fuzileiros e na Marinha estadunidense com os respectivos títulos de "Silver Hawk" e "Gray Eagle". Sua data de designação como um aviador também antecede todos os aviadores da Força Aérea e Exército".

## Biografia

### Educação
Ele recebeu seu Bacharel em 1967 e seu mestrado em 1973, ambos da Universidade George Washington, em Washington, D.C. Em 1987, ele recebeu o grau de Doutor honorário da Lei pela Virginia Union University. Além disso ele também participou das seguintes escolas de serviço: a "Amphibious Warfare School", em Quantico,Virgínia; a "Aviation Safety Officers Course"  na Universidade do Sul da Califórnia e da "National War College", Washington, DC, classe de 1973.

### Carreira militar
Petersen alistou-se na Marinha dos Estados Unidos em 1950 como um aprendiz de marinheiro, onde serviu como técnico em eletrônica. Em 1951 entrou para o programa "Naval Aviation Cadet Program". Em 1952, após completar sua formação em voo, foi encomendado como segundo tenente do Corpo de Fuzileiros Naval.
Petersen serviu em dois combates de dois conflitos: Coreia (1953) e Vietnã (1968). Sua primeira missão tática foi com a "Marine Fighter Squadron 212" durante o conflito na Coreia. Ele voou em mais de 350 combates tendo mais de 4 000 horas em vários voos/ataques em aviões.
Ocupou posições de combate em todos os níveis de aviação do corpo de fuzileiros: comandando um esquadrão de combatentes da marinha, um grupo de aviões da marinha e um grupo da "Marine Aircraft Wing". Ele foi o primeiro afro-americano a comandar um esquadrão de combate, um grupo de combate do ar, uma ases do ar, e uma grande base.
Em 23 de fevereiro de 1979, ele foi promovido a general brigadeiro tornando-se o primeiro general afro-americano do Corpo de Fuzileiros dos Estados Unidos. Em maio de 1983 avançou para a posição de maior general; e foi promovido a tenente-general (General Superior) em 12 de junho de 1986.
O general Petersen renunciou os seus direitos como General Comandante, no Desenvolvimento de Combate do Corpo de Fuzileiros, Quantico, Virgínia, em 8 de julho de 1988, a partir daí, ele serviu como assistente especial para o Chefe do Estado-Maior até o dia 31 de julho, e aposentou-se em 1 de agosto de 1988. Ele foi apresentado para a Medalha de Serviços Distintos excepcionalmente pelo seus serviços notórios no quartel general de onde renunciou.